# Xã Genoa, Quận DeKalb, Illinois
Xã Genoa (tiếng Anh: Genoa Township) là một xã thuộc quận DeKalb, tiểu bang Illinois, Hoa Kỳ. Năm 2010, dân số của xã này là 5.704 người.